# Pământul se cutremură
Pământul se cutremură (titlul original: în italiană La terra trema) este un film italian, realizat în 1948 de regizorul Luchino Visconti pe insula Sicilia, după romanul Familia Malavoglia (1881) al scriitorului Giovanni Verga. Filmul este un documentar de ficțiune, prezentând o distribuție de actori neprofesioniști și un amestec de secvențe cu și fără scenarii (texte improvizate), considerat unul din cele mai importante filme ale neorealismului italian.
Filmul este vorbit în întregime în limba siciliană. La Festivalul de Film de la Veneția din 1948, filmul a fost nominaliat la Leul de Aur pentru cel mai bun film și de asemenea pentru Premiul Internațional.

## Rezumat
Aci Trezza, este un mic port lângă Acireale. Familia Valastro trăiește prost din pescuit, activitate controlată de angrosiști fără scrupule. Fiul cel mare al lui Valastro, 'Ntoni, protestează împotriva abuzurilor lor, dar aceasta este o revoltă care rămâne singură.
În urma unei lupte începute cu Lorenzo, angrosist profitor și lăudăros, 'Ntoni a ajuns la închisoare și când a ieșit după ce și-a plătit eliberarea, a decis să-și înceapă propria afacere cu familia. Afacerile sunt bune la început, dar o furtună le distruge barca, datoriile cresc, stocurile de hamsii trebuie vândute ieftin și familia se năruie.
Sora sa, Lucia, se căsătorește cu mareșalul de finanțe din Aci Trezza, fratele său Cola devine contrabandist și sora sa Mara nu se poate căsători cu zidarul pe care îl iubește. 'Ntoni rămâne singur și, cu mare amărăciune, nu-i mai rămâne decât să le ceară tocmai exploatatorilor pe care încercase în zadar să-i înfrunte, să-i dea un loc de muncă pe o barcă de pescuit.

## Distribuție
- Antonio Arcidiacono – 'Ntoni Valastro
- Maria Micale – doamna Valastro, mama sa
- Sebastiano Valastro – domnul Valastro, tatăl său
- Antonio Micale – Vanni
- Nelluccia Giammona – Mara, sora lui 'Ntoni
- Agnese Giammona – Lucia, sora lui 'Ntoni
- Giuseppe Arcidiacono – Cola, fratele lui 'Ntoni
- Salvatore Vicari – Alfio
- Alfio Fichera – Michele
- Ignazio Maccarone – Maccarone
- Giovanni Maiorana – un copil
- Lorenzo Valastro – Lorenzo
- Antonino Valastro – Pandolla
- Alfio Valastro – Bandiera
- Nicola Castorino – Nicola
- Rosa Catalano – Rosa
- Rosa Costanzo – Nedda
- Alfio Fichera – Michele
- Carmela Fichera – baroneasa

## Producția
Visconti a planificat filmul ca prima parte a unei trilogii intitulată „Pământul se cutremură”. Filmul despre pescari avea să fie urmat de încă două filme despre situația muncitorilor de sulf și a țăranilor din Sicilia.
Deși Visconti a ipotecat părți din proprietatea sa privată pentru realizarea obiectului planificat, el nu a reușit să-l finanțeze și a reușit să realizeze doar prima parte.

## Premii și nominalizări
- 1948 – Festivalul de Film de la Veneția[3]
  - Nominalizare la Leul de Aur pentru cel mai bun film lui Luchino Visconti
  - Premiul Internațional „pentru valorile sale stilistice și corale” lui Luchino Visconti

## Literatură
- Verga, Giovanni, Familia Malavoglia, tradus de Nina Facon, București, 1955: Editura de Stat pentru Literatură și Artă, Colectia: Clasicii Literaturii Universale, 310 pag.;